# Opération Storax
L'opération Storax est le nom donné à une série de 48 essais atomiques souterrains complétés au site d'essais du Nevada par les États-Unis en 1962 et 1963. Cette opération suit l'opération Dominic et précède l'opération Niblick. Le tir Sedan, partie de l'opération Plowshare qui vise à développer des techniques de constructions à l'aide d'explosifs nucléaires, est réalisé pendant cette opération.

## Essais
Tous les tirs ont lieu sur le site d'essais du Nevada.
| Nom          | Date              | Puissance explosive |
| ------------ | ----------------- | ------------------- |
| Sedan        | 6 juillet 1962    | 104 kt              |
| Merrimac     | 6 juillet 1962    | 20-200 kt           |
| Wichita      | 27 juillet 1962   | < 20 kt             |
| York         | 24 août 1962      | < 20 kt             |
| Bobac        | 24 août 1962      | < 20 kt             |
| Raritan      | 6 septembre 1962  | < 20 kt             |
| Hyrax        | 14 septembre 1962 | < 20 kt             |
| Peba         | 20 septembre 1962 | < 20 kt             |
| Allegheny    | 29 septembre 1962 | < 20 kt             |
| Mississippi  | 5 octobre 1962    | 115 kt              |
| Roanoke      | 12 octobre 1962   | < 20 kt             |
| Wolverine    | 12 octobre 1962   | < 20 kt             |
| Tioga        | 18 octobre 1962   | < 20 kt             |
| Bandicoot    | 19 octobre 1962   | 12.5 kt             |
| Santee       | 27 octobre 1962   | < 20 kt             |
| St.Lawrence  | 9 novembre 1962   | < 20 kt             |
| Gundi        | 15 novembre 1962  | < 20 kt             |
| Anacostia    | 27 novembre 1962  | 5,2 kt              |
| Taunton      | 4 décembre 1962   | < 20 kt             |
| Tendrac      | 7 décembre 1962   | < 20 kt             |
| Madison      | 12 décembre 1962  | < 20 kt             |
| Numbat       | 12 décembre 1962  | < 20 kt             |
| Manatee      | 14 décembre 1962  | < 20 kt             |
| Casselman    | 8 février 1963    | < 20 kt             |
| Acushi       | 8 février 1963    | < 20 kt             |
| Ferret       | 8 février 1963    | < 20 kt             |
| Hatchie      | 8 février 1963    | < 20 kt             |
| Chipmunk     | 15 février 1963   | < 20 kt             |
| Carmel       | 21 février 1963   | < 20 kt             |
| Kaweah       | 21 février 1963   | 3 kt                |
| Jerboa       | 1er mars 1963     | < 20 kt             |
| Toyah        | 15 mars 1963      | < 20 kt             |
| Gerbil       | 29 mars 1963      | < 20 kt             |
| Ferret Prime | 5 avril 1963      | < 20 kt             |
| Coypu        | 10 avril 1963     | < 20 kt             |
| Cumberland   | 11 avril 1963     | < 20 kt             |
| Kootanai     | 24 avril 1963     | < 20 kt             |
| Paisano      | 24 avril 1963     | < 20 kt             |
| Gundi Prime  | 9 mai 1963        | < 20 kt             |
| Harkee       | 17 mai 1963       | < 20 kt             |
| Tejon        | 17 mai 1963       | < 20 kt             |
| Stones       | 22 mai 1963       | 20-200 kt           |
| Pleasant     | 29 mai 1963       | < 20 kt             |
| Yuba         | 5 juin 1963       | 3,1 kt              |
| Hutia        | 6 juin 1963       | < 20 kt             |
| Apshapa      | 6 juin 1963       | < 20 kt             |
| Mataco       | 14 juin 1963      | < 20 kt             |
| Kennebec     | 25 juin 1963      | < 20 kt             |